# Starosxerbinóvskaia
Starosxerbinóvskaia - Старощербиновская - és una stanitsa del krai de Krasnodar, a Rússia. Es troba a la vora esquerra del Ieia. És a 178 km al nord de Krasnodar.

## Història
La vila fou fundada l'any 1794 com un dels quaranta assentaments dels cosacs de la mar Negra al Kuban, amb el nom de Sxerbínovski. L'emplaçament era un lloc estratègic en la desembocadura del Ieia, que ja havia defensat l'horda de Nogai. El 1801 la vila comptava ja amb 1.789 habitants i nou molins de vent. Entre el 1809 i el 1811 arribaren 2.178 immigrants de les gubèrnies de Poltava i Txernígov. El 9 de juny del 1827 canvià el nom pel de Starosxerbínovski per la fundació de Novosxerbinóvskaia.
A començaments del segle XX tenia 9.583 habitants i s'hi havia construït una església, dues escoles i uns trenta establiments comercials i industrials. En temps de la Primera Guerra Mundial la vila tenia ja 17.204 habitants entre cosacs i forasters. Fins al 1920 pertanyia a l'otdel de Ieisk de la província de Kuban. El 1932-1933 fou inclosa dins les llistes negres de sabotatge en temps de la col·lectivització a la Unió Soviètica, i la població fou oprimida i sotmesa a fam i forçada a emigrar a altres regions de l'URSS, cosa que produí que la població passés de 22.000 a 5.000 habitants.